# الدوري الألماني لكرة القدم للسيدات 2010–11
الدوري الألماني لكرة القدم للسيدات 2010–11 (بالألمانية: Fußball-Bundesliga 2010/11)‏ هو الموسم 21 من  الدوري الألماني لكرة القدم للسيدات. أقيم خلال الفترة 15 أغسطس 2010 وحتى 13 مارس 2011، وفاز فيه توربينه بوتسدام.